# Horňany
Horňany este o comună slovacă, aflată în districtul Trenčín din regiunea Trenčín. Localitatea se află la altitudinea de 222 m deasupra n.m., se întinde pe o suprafață de 6,71 km2 și în 2017 număra 445 de locuitori.

## Istoric
Localitatea Horňany este atestată documentar din 1352.

## Demografie
| An:                | 1994 | 2004   | 2014    | 2024   |
| ------------------ | ---- | ------ | ------- | ------ |
| Număr de persoane: | 384  | 399    | 451     | 427    |
| Diferență:         |      | +3,90% | +13,03% | −5,32% |

| An:                | 2023 | 2024   |
| ------------------ | ---- | ------ |
| Număr de persoane: | 424  | 427    |
| Diferență:         |      | +0,70% |